# Lago Fusaro
Il lago Fusaro (o lago Acherusio) si trova nel comune di Bacoli (comune alle porte di Napoli) e dà il nome all'omonima frazione che l'accoglie. Il lago si è formato con la chiusura del tratto di mare fra le frazioni di Torregaveta e Cuma. Il suo perimetro misura circa 4,10 km ed ha una superficie di 0,97 km quadrati. 
Nell'antichità era identificato con la mitica Acherusia palus, la palude infernale formata dal fiume Acheronte.
Prima dell'arrivo dei greci, le popolazioni locali coltivavano nel lago mitili ed ostriche; vi sono allevamenti di cozze che di tanto in tanto vengono interrotti causa inquinamento. Gli allevamenti del lago vengono menzionati nel romanzo Il conte di Montecristo di Alexandre Dumas, quando il conte fa servire a tavola nella sua casa di Auteuil una lampreda proveniente direttamente dal lago di Fusaro fra lo stupore dei commensali.

## Casina Vanvitelliana

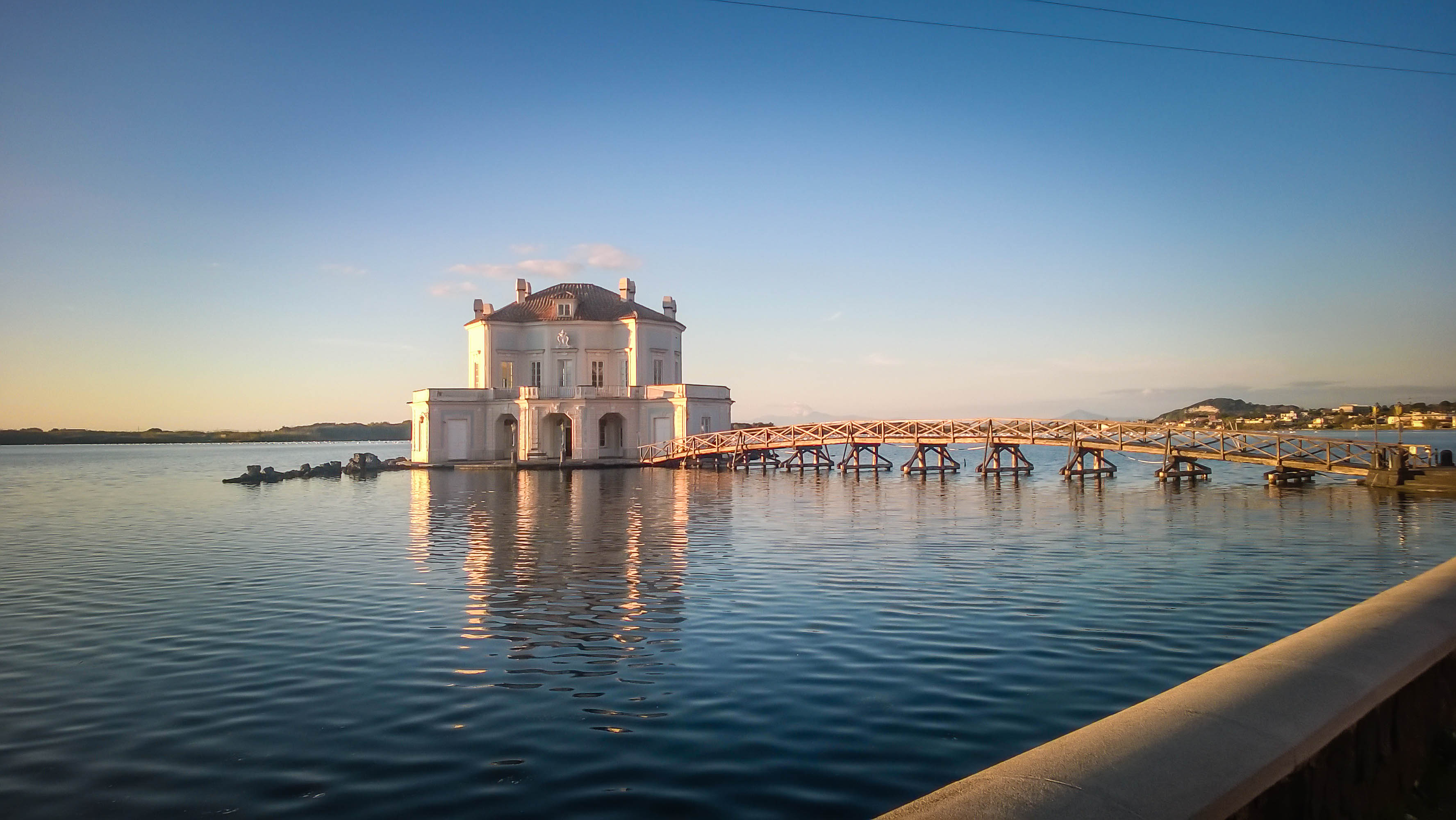
La Casina Vanvitelliana nel lago Fusaro

Qui fu fatto costruire, per ordine del re di Napoli Ferdinando IV di Borbone, un casino di caccia e pesca, progettato da Vanvitelli (Casina Vanvitelliana). 
La casa è collegata da un ponte in legno, ma inizialmente era raggiungibile solo tramite imbarcazioni a remi. Fra i visitatori illustri vengono annoverati, fra gli altri, Gioachino Rossini, Nicola I di Russia e Luigi Einaudi, tutti raffigurati in ritratti esposti all'interno delle stanze della casina stessa. Dell'antico mobilio rimane solo un lampadario, un tavolo rotondo ed un camino, in ognuno dei quali è sempre presente la conchiglia, simbolo dei Borbone. La conchiglia è divenuta, tra l'altro, il simbolo della palmetta dei vincitori del FAB, un festival di cinema archeologico ospitato proprio sul Lago Fusaro.

## Trasporti
Nella zona abitata a ridosso dello specchio d'acqua, vi sono le linee Cumana e Circumflegrea. La Cumana transita proprio presso il borgo tramite la stazione Fusaro. La Circumflegrea invece transita alla stazione Lido Fusaro, aperta per lo più d'estate e ubicata presso le spiagge del Parco Quarantena, nei pressi di Cuma.
Vi sono inoltre varie linee autobus dell'EAV.